# Les Saturdays
Les Saturdays (The Secret Saturdays) est une série télévisée d'animation américaine en 36 épisodes de 22 minutes créée par Jay Stephens et diffusée du 3 octobre 2008 au 30 janvier 2010 sur Cartoon Network. Au Canada, la série est diffusée depuis le 5 avril 2009 sur Teletoon et Télétoon.
En France, la série est diffusée depuis le 24 janvier 2010 sur France 3.

## Synopsis
Les secrets Saturdays tournent autour des samedis titulaires, une famille de cryptozoologues composée des parents Doc et Drew Saturday et de leur fils de 11 ans, Zak Saturday. Les Saturdays sont membres de Secret Scientifiques, une organisation mondiale dont le but est d'étudier et de sauvegarder des sciences considérées comme trop dangereuses pour être de notoriété publique. En tant que plus grands experts des cryptides, les samedis sont chargés d'étudier et de protéger les cryptides du monde entier, tout en gardant leur existence secrète du reste de l'humanité et en évitant les menaces liées aux cryptides. Les samedis voyagent dans leur dirigeable avec leurs compagnons cryptides Fiskerton, Komodo et Zon, tandis que le jeune Zak Saturday s'efforce d'aider ses parents dans leurs missions et de maîtriser sa mystérieuse capacité innée à influencer et contrôler les actions des cryptides.
Au début de la série, les Scientifiques Secrets sont attaqués en masse par V.V. Argost, l'animateur masqué de la série télévisée centrée sur les cryptides V.V. Le monde étrange d'Argost et un ennemi de longue date des scientifiques secrets. Argost et ses hommes de main volent les morceaux de la pierre Kur, un artefact sumérien qui peut conduire son porteur à l'emplacement de Kur, un cryptide prétendument tout-puissant. Dans la première saison de l'émission, les samedis sont également opposés au chasseur de primes Leonidas Van Rook et à son apprenti, qui se révélera plus tard être le frère perdu de longue date de Drew, Doyle Blackwell, qui a été séparé d'elle après la mort de leurs parents dans un accident à l'Himalaya. Les samedis découvrent également un ancien miroir qui mène à une dimension faite d'antimatière et rencontrent leurs homologues maléfiques, que Zak surnomme les "lundi". À la fin de la première saison, les samedis et Argost se dirigent vers le lieu de repos supposé de Kur en Antarctique, pour découvrir que Kur est en réalité Zak; lorsque la pierre de Kur s'est brisée pour la première fois il y a des années, l'âme de Kur est entrée dans le corps à naître de Zak, qui est à l'origine des pouvoirs d'influence des cryptides de Zak.
Dans la deuxième saison, Argost, s'intéressant à Zak en tant que vrai Kur, négocie avec Zak pour lui apprendre à utiliser ses pouvoirs. Pendant ce temps, les Scientifiques Secrets se sont retournés contre les samedis, souhaitant capturer Zak et le placer dans un sommeil cryogénique pour l'empêcher de devenir une menace sérieuse. Alors que Doyle et un Van Rook réformé enquêtent sur les origines de V.V. Argost, ils découvrent qu'Argost est en fait un cryptide, le yéti, et qu'il était responsable du meurtre des parents de Drew et Doyle il y a des décennies. Argost capture Zak et se révèle comme le yéti, puis utilise l'artefact miroir pour invoquer Zak Monday, dont il vole les pouvoirs, lui donnant les mêmes pouvoirs que Zak. Argost et Zak mènent une guerre cryptide mondiale l'un contre l'autre en utilisant leurs capacités Kur, mais Zak domine finalement Argost, le forçant à battre en retraite. Après avoir tué Van Rook, Argost capture Zak et essaie d'absorber ses pouvoirs en plus de ceux de Zak Monday, mais la combinaison de matière et d'antimatière détruit Argost et le pouvoir de Kur de façon permanente.

## Personnages
- Zak Saturday (VO : Sam Lerner ; VFB : Mélanie Dermont)
- Doc Saturday (VO : Phil Morris ; VFB : Pablo Hertsens)
- Drew Saturday (VO : Nicole Sullivan ; VFB : Véronique Biefnot ; VQ : Camille Cyr-Desmarais)
- Fiskerton (VO : Diedrich Bader)
- Komodo (VO : Fred Tataschiore)
- Doyle (VO : Will Friedle ; VFB : Christophe Hespel)
- Zon :
- V.V. Argost (VO : Corey Burton ; VFB : Martin Spinhayer ; VQ : Stéphane Rivard)
- Dr Grey (VO : Susanne Blakeslee ; VFB : Marcha Van Boven)
- Epsilon (VO : Brian Stepanek ; VFB : Philippe Allard)
- Francis (VO : Scott Menville ; VFB : Stéphane Flamand)
- Dr Beeman (VO : Jeff Bennett ; VFB : Laurent Vernin)

## Épisodes

### Première saison (2008-2009)
1. La Pierre de Kur - 1re partie (The Kur Stone)
2. La Pierre de Kur - 2e partie (The Kur Stone)
3. La Vengeance d'Hibagon (The Vengeane of Hibagon)
4. Les Cavernes de glace d'Ellef Ringnes (The Ice Caverns of Ellef Ringnes)
5. Les Mâchoires de l'enfer (Guess Who's Going to Be Dinner?)
6. Le Roi de Kumari Kandam (The King of Kumari Kandam)
7. L'Apprenti de Van Rook (Van Rook's Apprentice)
8. Un lézard à 1000 degrés (Twelve Hundred Degrees Fahrenheit)
9. L'Invasion aux portes de l'espace (The Swarm at the Edge of Space)
10. L'Homme hibou mange à minuit (The Owlman Feeds at Midnight)
11. Eterno (Eterno)
12. Le Mauvais Zak (Black Monday)
13. Cryptide contre Cryptide (Cryptid vs. Cryptid)
14. La fiancée du monde souterrain (The Underworld Bride)
15. Un fantôme dans la machine (Ghost in the Machine)
16. Poisson de Choc (Something in the Water)
17. Cible: Fiskerton (Target: Fiskerton)
18. Nouvelle mission dans le monde de l'étrange (Once More the Nightmare Factory)
19. La malédiction du tigre volé (Curse of the Stolen Tiger)
20. Le gardien de Kur (The Kur Guardian)
21. Repas de géant (Food of the Giants)
22. L'épingle d'Atlas (The Atlas Pin)
23. Paris sans dessus dessous (Paris Is Melting)
24. Le lac assoiffé (Where Lies the Engulfer)
25. Les ombres des Lémuriens (Shadows of Lemuria)
26. Le réveil de Kur (Kur Rising)

### Deuxième saison (2009-2010)
1. La mystère de Kur - 1re partie (Kur, Part 1)
2. La mystère de Kur - 2e partie (Kur, Part 2)
3. Les mille yeux de Ahuitzoti (The Thousand Eyes of Ahuizotl)
4. Au cœur des Ténèbres (Into The Mouth of Darkness)
5. La légion de Garuda (The Legion of Garuda)
6. Le retour de Tsul Kalu (The Return of Tsul 'Kalu)
7. L'œil du tigre (The Unblinking Eye)
8. La vie sous terre (Life in the Underground)
9. Sois proche de tes ennemis (And Your Enemies Closer)
10. La guerre des Cryptides (War of the Cryptids)